# Batilde
Batilde  è un nome proprio di persona italiano femminile.

## Varianti
- Femminili: Batilda
  - Ipocoristici: Tilde

### Varianti in altre lingue
- Catalano: Batildis[2], Batilda[2]
- Germanico: Baduhilt[3], Patuhilt[3], Batahilt[3], Bathildis[3], Batildis[3], Bethilt[3], Betchilt[3]
- Latino: Bathildes[1]
- Polacco: Batylda
- Portoghese: Batilde
- Russo: Батильда (Batil'da)
- Spagnolo: Batildis[2], Batilde[2], Batilda
- Tedesco: Bathilde

## Origine e diffusione
Si tratta di un nome di origine germanica, composto dagli elementi batu ("lotta") e hild ("battaglia"); il significato può essere interpretato come "battaglia". Dal punto di vista semantico, è simile a Gunilde, anch'esso composto da due elementi che richiamano la guerra; il secondo elemento poi risulta comune a molti altri nomi, quali Brunilde, Matilde, Reinilde, Romilde, Ilda e Crimilde.

## Onomastico
L'onomastico viene festeggiato il 30 gennaio in ricordo di santa Batilde, regina dei Franchi e moglie di Clodoveo II.

## Persone

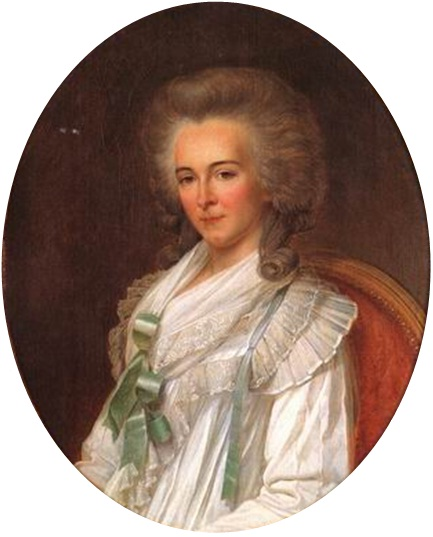
Batilde di Borbone-Orléans

- Batilde, regina di Neustria e santa
- Batilde di Anhalt-Dessau, principessa di Anhalt-Dessau
- Batilde di Borbone-Orléans, nobildonna francese
- Batilde di Schaumburg-Lippe, figlia di Guglielmo di Schaumburg-Lippe

## Il nome nelle arti
- Bathilda Bath è un personaggio della serie di romanzi e film Harry Potter, creata da J. K. Rowling.